# قبيلة القراغول
القراغول احدى القبائل التركية 

## تاريخها
نزحت العشيرة من موطنها وسط اليمن باتجاه العراق منتصف القرن الخامس عشر الميلادي لتستقر وسط العراق ضواحي بغداد مقر الوالي العثماني و الكوت[ ؟ ] وشكل علم العشيرة ولونه ونخوتها (باش) والتكية البكتاشية مدخل سوق الهرج في بغداد وغيرها من المعالم والآثار اليمنية التي تاهت من دون بشر تحميها من الأشرار، ويذكر كتاب تاريخ القراغول  بان التسمية اطلقت على جماعة من عرب شمر الذين تطوعوا لقتال الفرس الذين احتلوا بغداد ويقدر عدد أفراد هذه العشيرة بحدود مليون نسمة منتشرين في عدد من المحافظات.
وتنتسب لها عوائل وعشائر «القرغولي الزبيدية» التي تسكن بغداد وتوجد محلة في بغداد باسمهم وقضاء العزيزية التابع لمحافظة واسط. (كما أن القراغول عشيرة قائمة بذاتها في أنحاء المحمودية[ ؟ ] ولها انتشار واسع في قضاء الرفاعي ولهم قرية تحمل اسمهم وهي قرية «القراغول» التابعة لقضاء النصر في محافظة ذي قار. كما لديهم قرى تسمى بقرى البو عويد التي يترأسها الشيخ محمد الجبح كما تسكن عشائر القراغول في نواحي قضاء النصر وقضاء العزيزية واليوسفية[ ؟ ] وأبي غريب[ ؟ ] والدبوني والكرمة[ ؟ ] والحويجة والمقدادية والفلوجة والقصير والعوجة وجرف الصخر وجرف الملح وبغداد الجديدة والمنصور[ ؟ ]. كما يسكنون في الديوانية[ ؟ ] أيضا.
وقد ورد في كتاب «غرائب الاغتراب» لأبي الثناء الالوسي[ ؟ ] عن القراغول قوله: «اشتهر بين المطلعين على الأنساب أنهم جاءوا في معية من اليمن، إلى العراق. فسكنوا في بغداد بأمر السلطان. وانهم يرجعون من قحطان»، ووبمرور الزمن وبعد زوال حكم المغول ظلت هذه المجاميع محتفظة بلقب (قراغول) وكانوا في الماضي يمتهنون مهنتي الحياكة والزراعة ثم شقت طريقها في مجالات العلم والمعرفة.

## من شخصياتها
برز منها الكثير من الشخصيات في سائر المجالات من أبناء هذه العشيرة:
- عبدالكريم قاسم.
- نوري السعيد.
- صباح نوري السعيد.
- طالب القرغولي.
- عبد الستار القرغولي.[3]